# Criminal (együttes)
A Criminal (bűnöző) egy chilei death/thrash/groove metal együttes. 1991-ben alakultak meg Santiago de Chilében. A zenekar később az angliai Colchesterbe tette át székhelyét. Lemezkiadóik a Metal Blade Records, Massacre Records és Infernal Records.

## Tagok
- Anton Reisenegger – ének, gitár
- Sergio Klein – gitár
- Zac O'Neil – dobok
- Dan Biggin – basszusgitár

## Diszkográfia
- Victimized (1994)
- Dead Soul (1997)
- Cancer (2000)
- No Gods No Masters (2004)
- Sicario (2005)
- White Hell (2009)
- Akelarre (2011)
- Fear Itself (2016)

### EP-k
- Live Disorder (1996)

### Koncertalbumok
- Slave Masters (1998)